# Augsburger Schied

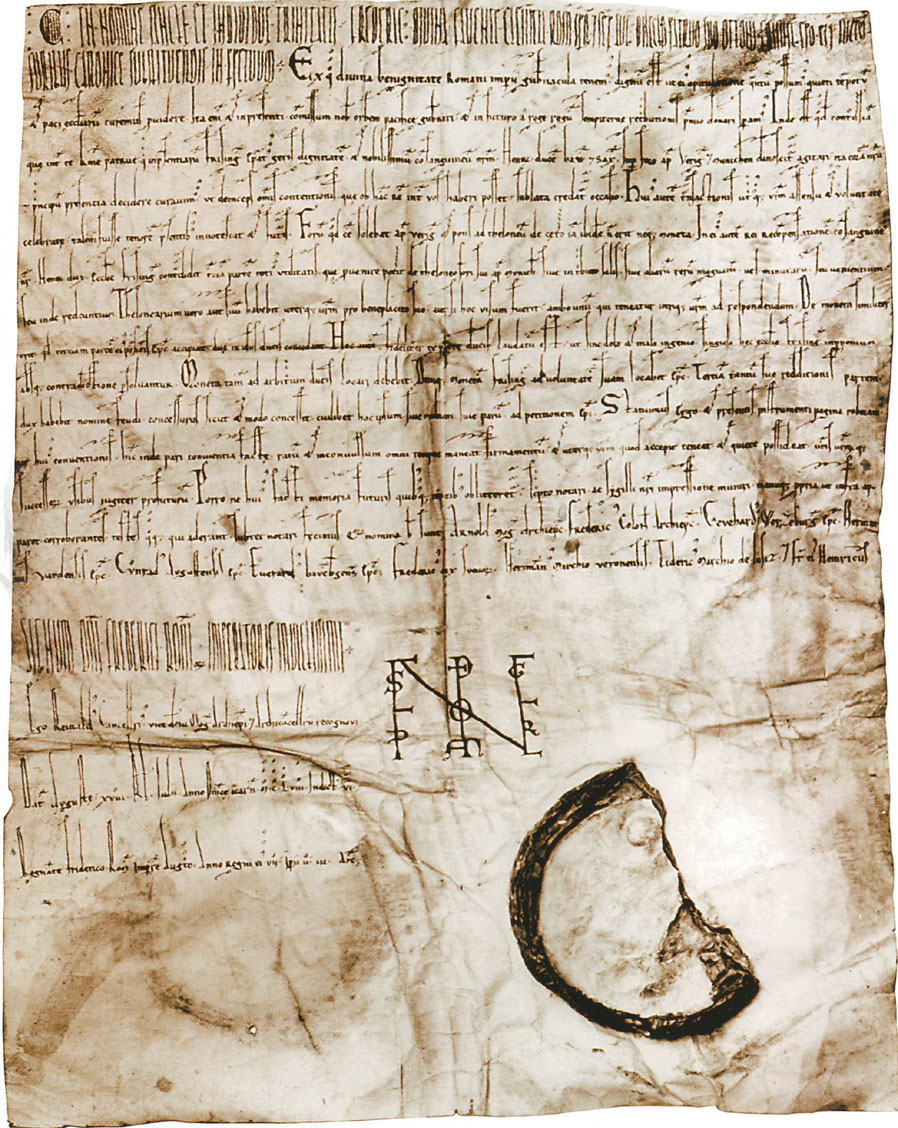
Der Augsburger Schied (Faksimile aus dem 19. Jahrhundert)

Der Augsburger Schied, in der neueren Literatur auch als Augsburger Vergleich bezeichnet, ist eine am 14. Juni 1158 abgefasste Urkunde Kaiser Friedrich I. Barbarossas. Das Originaldokument wird im Bayerischen Hauptstaatsarchiv aufbewahrt.
Der Augsburger Schied wird auch (irreführenderweise) als „Stadtgründungsurkunde“ Münchens bezeichnet, da er den Ortsnamen München erstmals erwähnt.

## Inhalt
Mit dem sogenannten Augsburger Schied erteilte Kaiser Friedrich I. Barbarossa beim Reichstag zu Augsburg Herzog Heinrich dem Löwen im Streit mit Bischof Otto I. von Freising das Recht, eine Zollbrücke über die Isar am neu entstandenen Ort „apud Munichen“ zu betreiben.
Der Kaiser bestätigte das Markt- und Münzrecht für München, das jedoch ein Drittel der daraus resultierenden Einnahmen an den Freising abführen musste. Diese Zahlungen erfolgten bis 1803 an Freising und dann bis 1852 an den bayerischen Staat. Gegen eine einmalige Ablösesumme wurde diese Verpflichtung dann aufgehoben.
Im Regensburger Schied von 1180 entzog Friedrich Barbarossa dem Herzog die gewährten Rechte wieder zugunsten des Bischofs von Freising. Erst in dieser Urkunde wird erwähnt, dass Heinrich eine bischöfliche Brücke in Feringa (Oberföhring) abreißen hatte lassen und die Berchtesgadener Salzhändler damit gezwungen hatte, auf ihrem Weg nach Norden und Westen seine eigene, wenige Kilometer weiter südlich gelegene Brücke zu nutzen (forum in Verigen cum ponte ... destruxerit et illud in villam Munichen violenter transtulerit). Ob sich dieser Zwischenfall vor oder nach dem Augsburger Schied ereignete ist Gegenstand kontroverser Diskussionen in Fachkreisen.

## Name
Traditionell wird die Urkunde meist als Augsburger Schied bezeichnet. Das legt nahe, dass Friedrich einen Schiedsspruch zwischen Heinrich und Otto gefällt hat.
Dem Wortlaut nach stellt die Urkunde zunächst tatsächlich eine Entscheidung dar (decidere curavimus). Aus dem weiteren Text geht jedoch hervor, dass Friedrich eine Übereinkunft (conventio) bestätigte, die Heinrich und Otto getroffen hatten, so dass die Urkunde beider Zustimmung und Willen (utriusque vestrum assensu et voluntate) bekundet. Deshalb wird die Urkunde in der neueren Literatur auch als Augsburger Vergleich bezeichnet.

## Bezeichnung als Stadtgründungsurkunde Münchens

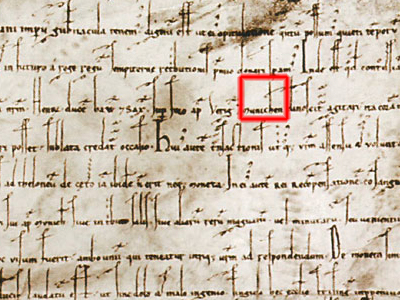
Erste urkundliche Erwähnung Münchens (munichen)

Abgesehen von der beurkundeten Angelegenheit ist der Augsburger Schied auch insofern von Bedeutung für die Geschichte Münchens, weil er die erste urkundliche Erwähnung des Ortsnamens München (munichen) enthält. Von Münchner Stadthistorikern wurde er deshalb oft als Stadtgründungsurkunde Münchens bezeichnet. Unter dieser Bezeichnung wurde beispielsweise Ende des 19. Jahrhunderts mittels Kollographie eine limitierte Auflage einer Mappe gedruckt, in der außer einem Faksimile der Urkunde auch der lateinische Text und eine deutsche Übersetzung abgedruckt waren. Ein Exemplar dieses Drucks ist im Münchner Stadtmuseum zu sehen, während die Originalurkunde im Bayerischen Hauptstaatsarchiv in München aufbewahrt wird. Das Faksimile der Urkunde in dieser Mappe zeigt auch noch ein Siegelfragment auf der Urkunde, während dem Original dieses Siegelfragment seit einer Restaurierung lose beiliegt.
Der Begriff Stadtgründungsurkunde ist jedoch in mehrfacher Hinsicht unzutreffend. Zum einen wird München durch die Urkunde nicht gegründet, sondern ein bereits bestehender Markt wird erstmals genannt und bestätigt. Zum anderen wird der Begriff civitas für München erst im 13. Jahrhundert verwendet, zunächst ist von forum, dann von villa die Rede. München wächst also erst allmählich in die Rolle als Stadt. Außerdem ist in der Urkunde von einem „forum apud ... Munichen“, also einem Markt bei München die Rede. Daher bezieht sich Munichen nicht notwendig auf die Neugründung Heinrichs des Löwen, sondern kann auch eine bereits vorher in der Nähe des neu gegründeten Markts bestehende Siedlung bezeichnen. Eine solche Siedlung wird beispielsweise in einem außerhalb der ersten Stadtmauer Münchens gelegenen Bezirk vermutet, der nach dem Übergang des Namens München auf den neuen Ort die Bezeichnung Altheim erhielt.

## Text und Übersetzung
| Latein | Deutsch |
| --- | --- |
| (C) In nomine sancte et individue trinitatis. | (C) Im Namen der heiligen und unteilbaren Dreifaltigkeit. |
| Fredericus divina favente clementia Romanorum imperator et semper augustus dilecto patruo suo Ottoni Frisingensi episcopo eiusque successoribus canonice substituendis in perpetuum. | Friedrich, durch Gottes gütige Huld Kaiser der Römer und allzeit erhabener Herrscher, an seinen geliebten Oheim Otto, Bischof von Freising, und dessen durch kanonische Wahl zu bestellende Nachfolger in Ewigkeit. |
| Ex quo divina benignitate Romani imperii gubernaeula tenemus, dignum est, ut eius opitulatione, quantum possumus, quieti temporum et paci ecclesiarum curemus providere. | Da wir durch Gottes Güte das Steuer des Reiches in Händen haben, verlangt es die Würde, daß wir mit deren Hilfe nach besten Kräften für die Ruhe der Zeiten und den Frieden der Kirchen vorausschauend Sorge tragen. |
| lta enim et in presenti commissum nobis orbem pacifice gubernari et in futuro a rege regum sempiterne retributionis premio donari speramus. | So erhoffen wir uns eine friedvolle Lenkung des uns anvertrauten Erdkreises für die Gegenwart, für die Zukunft aber als Lohn ewige Vergeltung vom König der Könige. |
| Inde est, quod controversiam, que inter te, karissime patrue, qui inpresentiarum Frisingensis episcopatus geris dignitatem, et nobilissimum consanguineum nostrum Henricum ducem Bawarie et Saxonie super foro apud Verigen et Munichen dinoscitur agitari, ita coram nostra et principum presentia decidere curavismus, ut deinceps omnis contentionis, que ob hanc rem inter vos haberi posset, sublata credatur occasio. | Aus diesen Gründen haben wir den Streit, der um den Markt bei Föhring und München bekanntlich hin- und herwogt zwischen Dir, teuerster Oheim, der gegenwärtig die Würde des Bischofs von Freising innehat, und zwischen unserem hochedlen Vetter Heinrich, Herzog von Bayern und Sachsen, bei unserem Zusammensein mit den Fürsten auf solche Weise entscheiden lassen, daß künftig zu einer Spannung jeder Anlaß beseitigt sein dürfte, der dieser Sache wegen zwischen Euch auftauchen könnte. |
| Huius autem transactionis utriusque vestrum assensu et voluntate celebrate talem fuisse tenorem presentibus innotescat et futuris: | Die gegenwärtigen Geschlechter aber und die kommenden sollen den Wortlaut der Abmachung kennen, die mit Eurer beider Zustimmung und Willen feierlich getroffen wurde: |
| Forum quod esse solebat apud Verigen et pons ad theloneum de cetero iam ibidem non erit neque moneta. | Der Markt, der bei Föhring abgehalten zu werden pflegte, die Zollbrücke und die Münze werden dort künftighin nicht mehr bestehen. |
| In eius autem rei recompensationem consanguineus noster Henricus dux ecclesie Frisingensi contradidit tertiam partem totius utilitatis, que provenire poterit de theloneo fori sui apud Munichen, sive in tributo salis sive aliarum rerum magnarum vel minutarum seu venientium seu inde redeuntium. | Zum Ersatz dafür hat unser Vetter Herzog Heinrich der Kirche von Freising ein Drittel des Gesamteinkommens aus seinem Marktzoll zu München übertragen, sei es aus Abgaben für Salz, sei es für andere dort ein- oder ausgehende Groß- oder Kleinstückswaren. |
| Thelonearium vero aut suum habebit uterque vestrum pro beneplacito suo aut, si hoc visum fuerit, ambo unum, qui teneatur utrique vestrum ad respondendum. | Was den Zöllner betrifft, so soll nach Gutdünken jeder von Euch seinen eigenen haben oder, wenn das für gut erscheint, beide zusammen einen, der jedem von Euch verantwortlich sein soll. |
| De moneta similiter erit, quod tereiam partem eius pensionis episcopus accipiat, due in usus ducis concedant. Hoc autem fideliter ex parte ducis laudatum est, ut sine dolo et malo ingenio singula hec ecclesie Frisingensi in perpetuum absque contradictione persolvantur. | Mit der Münze soll es ähnlich gehalten werden, indem ein Drittel ihrer Einkünfte der Bischof erhält, zwei Drittel aber in die Tasche des Herzogs fließen. Das aber wurde vom Herzog in Treuen gelobt, daß ohne List und Trug und Widerspruch diese einzelnen Anteile der Kirche von Freising ewig geleistet werden sollen. |
| Moneta tamen ad arbitrium ducis locari debebit. | Eine Münze jedoch soll nach Gutdünken des Herzogs errichtet werden können. |
| Denique monetam Frisingensem ad voluntatem suam locabit episcopus. Tertiam tantum sue redditionis partem dux habebit nomine feudi concessurus, sicut et modo concessit, cuilibet hoc ipsum sive multum sive parum ad petitionem episcopi. | Eine Freisinger Münze soll endlich auch der Bischof nach eigenem Belieben errichten können. Von ihren Einkünften soll der Herzog nur ein Drittel erhalten und er soll diesen Anteil, er sei groß oder klein, nach dem Wunsch des Bischofs als Lehen an jemand weitergeben, wie er es auch bereits getan hat. |
| Statuimus ergo et presentis instrumenti pagina roboramus, ut huius conventionis hinc inde pari coniventia facte ratum et inconvulsum omni tempore maneat firmamentum et uterque vestrum quod accepit teneat et quiete possideat, vestris vestrorumque successorum usibus iugiter profuturum. | Wir bestimmen also und bekräftigen mit dieser Urkunde, daß die Festlegung dieser gegenseitigen Übereinkunft für alle Zeit unerschütterlich Geltung haben soll und daß jeder von Euch, was er erhalten hat, ungestört besitzen soll zu Eurer und Eurer Nachkommen dauernden Nutznießung. |
| Porro ne huius facti memoria futuris quibusque temporibus oblitteretur, scripto notari ac sygilli nostri impressione muniri manuque propria, ut infra apparet, corroborantes, testes quoque qui aderant subter notari fecimus. | Damit ferner die Erinnerung an diese Abmachung nicht ausgelöscht werde, haben wir sie schriftlich niederlegen und mit dem Aufdruck unseres Siegels versehen lassen, und wir haben sie, wie unten zu ersehen ist, mit eigener Hand bekräftigt und die anwesenden Zeugen am Schlusse aufzeichnen lassen. |
| Quorum nomina hec sunt: Arnoldus Moguntinus archiepiscopus, Fredericus Coloniensis archiepiscopus, Gevehardus Werzeburgensis episcopus, Hermannus Vardensis episcopus, Cuonradus Augustensis episcopus, Everardus Bavenbergensis episcopus, Fredericus dux Suevorum, Herimannus marchio Veronensis, Tidericus marchio de Lusiz et frater eius Heinricus.                                                                    | Ihre Namen sind: Arnold Erzbischof von Mainz, Friedrich Erzbischof von Köln, Gebhard Bischof von Würzburg, Hermann Bischof von Verden, Konrad Bischof von Augsburg, Eberhard Bischof von Bamberg, Friedrich Herzog von Schwaben, Hermann Markgraf von Verona, Dietrich Markgraf von der Lausitz und sein Bruder Heinrich. |
| Signum domni Frederici Romanorum imperatoris invictissimi. (M) | Zeichen des Herrn Friedrich, des unbesiegten Kaisers der Römer. (Monogramm) |
| Ego Reinaldus cancellarius vice domini Moguntini archiepiscopi et archicancellarii recognovi. | Ich Rainald, Kanzler, habe an Stelle des Herrn Erzbischofs von Mainz und Erzkanzlers nachgeprüft. |
| Datum Auguste XVIII kal[endas] iulii, anno dominice incarnationis MCLVIII; indictione VIa, regnante Friderico Romanorum imperatore augusto anno regni eius VIIo, imperii vero III. Amen. | Gegeben zu Augsburg, am 14. Juni im 1158. Jahr nach Christi Geburt, in der 6. Indiktion, unter der Regierung Friedrichs, des erhabenen Kaisers der Römer, im 7. Jahr seiner Herrschaft als König, im 3. als Kaiser. Amen. |